# Liste der Monuments historiques in Bazicourt
Die Liste der Monuments historiques in Bazicourt führt die Monuments historiques in der französischen Gemeinde Bazicourt auf.

## Liste der Objekte
| Bezeichnung                      | Beschreibung    | Standort                        | Kennzeichnung | Schutzstatus | Datum | Bild           |
| -------------------------------- | --------------- | ------------------------------- | ------------- | ------------ | ----- | -------------- |
| Grabplatte für Jean de Fouilleux | Kalkstein, 1615 | in der Kirche St-Nicolas (Lage) | PM60000079    | Classé       | 1913  | weitere Bilder |
| Grabplatte für Marie de Sacy     | Kalkstein, 1631 | in der Kirche St-Nicolas (Lage) | PM60000080    | Classé       | 1913  | weitere Bilder |